# 熱ルミネッセンス線量計

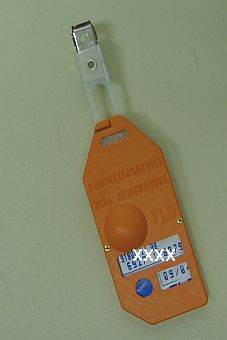
熱ルミネッセンス線量計

熱ルミネッセンス線量計（ねつルミネッセンスせんりょうけい、熱蛍光線量計、Thermoluminescent Dosimeter、TLD）は、検知器の内部の結晶が加熱された時に、そこから放射される可視光の量を測定することにより、放射線の被曝量を測定するための小さな器具である。

## 概要
熱ルミネッセンス線量計には何種類かあり、測定したい放射線の種類に応じて内部の結晶が異なる。
フッ化カルシウムはガンマ線、フッ化リチウムはガンマ線と中性子線の測定に使われる。
この他、メタホウ酸リチウム等も用いられる。
放射線がその結晶と相互作用した時、結晶の原子にある電子がより高いエネルギー準位に飛び出し、結晶中の不純物（多くはマンガン）のためにトラップされ、加熱されるまでそこに留まる。結晶を加熱することによりその電子が基底準位まで落ちてくるが、その時に特定の周波数の光子を放出する。これが熱ルミネッセンス反応である。
放射される光の量は被曝した放射線の量に依存するため、光度を測定することで被曝線量を知ることができる。
熱ルミネッセンス線量計は、加熱した後に結晶が元に戻るため何度でも再利用できる。また、フィルムバッジとは異なり、暗室のような特別な設備を必要としない。安価で軽量、さらに衝撃にも強いという特長もある。
熱ルミネッセンス線量計は、個人の被曝線量の測定、および環境モニタリングに用いられる。一定期間（1ヶ月または3ヶ月）ごとに回収し、TLD読み取り装置でその期間の積算線量を読み取る。

## 原理
結晶には通常不純物、ストレスによる転位など、様々な理由による格子欠陥が存在する。これによってポテンシャルが乱れ、部分的にポテンシャルの高いところ低いところなど、でこぼこができる。そこへ自由な電子が導かれてトラップされ、蓄積される。
放射線が照射されると、結晶原子中の電子が励起して伝導帯へ移り自由電子となる。ほとんどはすぐに結晶と再結合するが、そのうちいくらかトラップに捕らえられるものもあり、これが放射線のエネルギーを電気的に蓄えることになる。
被曝した結晶が熱や強い光にさらされると、トラップされた電子は充分なエネルギーを得て解放され、格子中のイオンと再結合して観測可能な特定周波数の光子を放出する。放出される光子はトラップされた電子の量に比例し、さらに累積された被曝量に関係する。

### 測定についての理論とグロー曲線
熱ルミネッセンス線量計を用いた測定では、線量計の素子を一定の昇温速度[K/s]で加熱したときの素子温度とその温度における熱ルミネッセンスの発光強度を測定する。この発光強度を縦軸に加熱温度を横軸にしたグラフをグロー曲線（英：glow curve）と呼ぶ。熱ルミネッセンス線量計の測定では、このグロー曲線により素子の性質や必要な加熱温度を知ることができる。
グロー曲線の理論的な解釈は、1945年にランドール（英：Randall）らによって初めて提唱された。
{\displaystyle I(T)=An_{0}s\exp \left(-{\frac {E}{kT_{1}}}\right)\exp \left[-{\frac {s}{\beta }}\int _{T_{0}}^{T_{1}}\exp \left(-{\frac {E}{kT}}\right)dT\right]}
{\displaystyle A}　:定数
{\displaystyle \beta }  :昇温速度
{\displaystyle s}　：捕獲電子が放出される確率（頻度因子）
{\displaystyle E}　：活性化エネルギー
{\displaystyle k}　：ボルツマン定数
{\displaystyle T_{0}}　：初期の素子温度
{\displaystyle T_{1}}　：測定時刻における素子温度

### グロー曲線の証明
捕獲電子が温度Tで電子捕獲中心から解放される確率pは、
{\displaystyle p=s\times \exp \left(-{\frac {E}{kT}}\right)}
{\displaystyle s}　：捕獲電子が放出される確率（頻度因子）
{\displaystyle E}　：活性化エネルギー
{\displaystyle k}　：ボルツマン定数
{\displaystyle T}　：素子の温度
で表される。
ここで、指数部分exp(-E/kT)はボルツマン因子と呼ばれ、活性化エネルギーの峠を越えられる捕獲電子の全体に対する割合を示す。
また、ある時刻において熱ルミネッセンス線量計に捕獲されている総電子数をn[c/m^3]とすると、温度Tにおいてそこから単位時間tあたりに解放される電子の数は、
{\displaystyle {\frac {dn}{dt}}=-ns\exp \left(-{\frac {E}{kT}}\right)}
と表せる。ここで、捕獲電子が熱的に励起される過程において、解放された電子は再度捕獲されないものと考えている。
ランドール・ウィルキンスモデル（英：Randall and Wilkins (First order) model）によれば、捕獲された電子と正孔がすべて再結合によって発光に至ることを仮定する。
すると、ある温度Tにおける発光量Iは解放される捕獲電子の数に比例するので、
{\displaystyle I(T)=A\times \left(-{\frac {dn}{dt}}\right)}
{\displaystyle =Ans\exp \left(-{\frac {E}{kT}}\right)}
{\displaystyle A} ：定数
となる。
ここで、一定の速度で温度が上昇していくので、
{\displaystyle T=T_{0}+\beta t}
{\displaystyle dT=\beta dt}
{\displaystyle \beta }　：昇温速度
である。これを用いると、dn/dtの微分方程式を
{\displaystyle {\frac {1}{n}}dn=-s\exp \left(-{\frac {E}{kT}}\right)dt}
{\displaystyle =-{\frac {s}{\beta }}\exp \left(-{\frac {E}{kT}}\right)dT}
と変数分離の形にできる。
これを積分すると
{\displaystyle \ln \left({\frac {n_{1}}{n_{0}}}\right)=-{\frac {s}{\beta }}\int _{T_{0}}^{T_{1}}\exp \left(-{\frac {E}{kT}}\right)dT}
{\displaystyle n_{0}}　：初期の総捕獲電子数
{\displaystyle n_{1}}　：温度{\displaystyle T_{1}}における総捕獲電子数
{\displaystyle T_{0}}　：初期の素子温度
{\displaystyle T_{1}}　：ある時刻における素子温度
{\displaystyle n_{1}}について整理すると、
{\displaystyle n_{1}=n_{0}\exp \left[-{\frac {s}{\beta }}\int _{T_{0}}^{T_{1}}\exp \left(-{\frac {E}{kT}}\right)dT\right]}
これを、発光量の式に代入すれば、ある温度{\displaystyle T_{1}}における発光量は
{\displaystyle I(T)=An_{1}s\exp \left(-{\frac {E}{kT_{1}}}\right)}
{\displaystyle =An_{0}s\exp \left(-{\frac {E}{kT_{1}}}\right)\exp \left[-{\frac {s}{\beta }}\int _{T_{0}}^{T_{1}}\exp \left(-{\frac {E}{kT}}\right)dT\right]}
となる

## 年代測定
自然放射線や宇宙線の被曝総量を測ることを応用し、土器などの土製品・岩石などの年代測定にも熱ルミネッセンスは用いられる。土器や堆積した土砂などに含まれる鉱物の結晶が、高温に曝された時や太陽の光を受けた時からの蓄積線量を測定することによって、時間の経過を測定する。土器の年代測定では石英や長石が利用される。
準位の深さ（トラップから抜け出るために必要なエネルギー）によってトラップされた電子を蓄えておくことのできる時間が異なる。トラップには蓄えておくことのできる時間が数十万年に及ぶほど充分に深いものもあり、熱ルミネッセンス年代測定では、これら長寿命のトラップを利用する。低温では浅く寿命の短いトラップに捕らえられた電子が解放されて発光するが、高温になるほど深いトラップに捕らえられた電子も充分にエネルギーを得て解放される。石英では330 ℃以上で数十万年に対応し、通常330 ℃から400 ℃での発光強度を評価する。
トラップの密度は大きく変動する未知数であり、測定中に放出される光の量と被曝した線量を関係付けるためにキャリブレーションをする必要がある。また年代を決定するには、1年間あたりに試料が被曝した線量を推定する必要もある。
年代測定には、トラップされた電子を一掃する「起点」となるイベントが前提となる。土器や土偶などの土製品は、少なくとも500 ℃以上に焼成され電子が一掃されるため、胎土となる粘土に含まれる鉱物の被曝量が初期化される。よって焼成時（＝製作時）を「起点」として製作年代を測定することが可能となる。岩石の測定では熱にさらされることを、土砂などの堆積物の測定では太陽光にさらされることを仮定する。
年間の被曝線量を推定する手法はいくつかあるが、代表的なものでは試料中のウラン・トリウム（アルファ線）とカリウム40の量(ベータ線・ガンマ線）を測定する。さらに、試料のおかれていた場所のガンマ線量を測定し、宇宙線量とともに加味することが多い（ガンマ線量は試料のカリウム40の含有量から計算されることもある）。こうして得られた年間線量で、計測された試料の蓄積線量を割れば、起点から経過した時間が計算される。
熱ルミネッセンス年代測定法は、土器などに放射性炭素年代測定法が利用できない場合によく利用される。また、河川の砂が堆積している様子などを知るために応用する試みもある。また、食品に付着した土に含まれる石英を利用し、食品への放射線照射有無の検査にも利用されている。

## 主な熱蛍光体の種類と特性
| 蛍光体組成   | 実効原子番号 | 直線性（線量領域） | フェーディング[%/月] |
| ------------ | ------------ | ------------------ | -------------------- |
| Mg2SiO4：Tb  | 11.4         | 10μSv～1Sv         | 1                    |
| MgB4O7：Tb   | 8.4          | 1mSv～10Sv         | 9                    |
| Li2Ba4O7：Cu | 7.3          | 100μSv～100Sv      | 10                   |
| LiF：Mg      | 8.2          | 100μSv～5Sv        | 5                    |
| CaSO4：Tm    | 15.5         | 10μSv～1Sv         | 15                   |